# Sonic & Sega All-Stars Racing
Sonic & Sega All-Stars Racing è un videogioco creato da Sega nel 2010. Il videogioco è stato ideato per le console Wii, PlayStation 3, Xbox 360, Nintendo DS e per i computer basati su Microsoft Windows e Mac OS X. In seguito ne fu creata anche una versione per cellulare prodotta dalla Gameloft.

## Oggetti/Armi
- Scarpe Turbo : Aumentano la tua velocità per un periodo di tempo limitato e ti permettono di speronare i tuoi avversari.
- Guantone KO : Lancia un guantone verde che rimbalza sui lati del percorso e fa perdere il controllo ai tuoi avversari.
- Razzo : Lancia un razzo a ricerca verso l'avversario più vicino davanti a te, ribaltandolo per un periodo di tempo limitato.
- Mina : Piazza una mina sulla traiettoria dei veicoli che ti seguono; esploderà a contatto oppure dopo un periodo di tempo prestabilito, facendo perdere il controllo ai veicoli nelle vicinanze. Questo oggetto è stato poi sostituito dal cono spartitraffico.
- Bomba : Lancia una bomba a distanza colpendo l'avversario che sta davanti stordendolo.
- Scudo : Crea uno scudo energetico intorno al tuo veicolo per un periodo di tempo limitato. Resiste ad un solo attacco.
- Razzo Gigante : Lancia un razzo gigante al centro del percorso. Premi il pulsante Oggetto una volta per sparare il razzo, poi nuovamente per farlo esplodere vicino ai tuoi avversari.
- Mega Clacson : Crea un'onda sonora distruttiva che fa perdere il controllo agli avversari nelle vicinanze.
- Stella Confusione : Prende di mira l'avversario più vicino e lo confonde ribaltando la sua schermata di gioco.
- Arcobaleno Tascabile : Ostruisce temporaneamente la visuale dei tuoi avversari con una varietà di colori vivaci.
- Oggetto All-Stars: Oltre agli oggetti normali, potresti essere abbastanza fortunato da scoprire un Oggetto All-Stars. Questi sono diversi per ogni personaggio.

## Personaggi
| Nome                      | Mossa All-Stars            | Veicolo             |
| ------------------------- | -------------------------- | ------------------- |
| Sonic the Hedgehog        | Chaos Emeralds             | Scheggia Stellare   |
| Miles "Tails" Prower      | Tornado Tails              | Aerotornado         |
| Amy Rose                  | Martello Piko Piko         | Rosa Decappottabile |
| Dr. Eggman                | Mega Razzi                 | Eggmostro           |
| Shadow the Hedgehog       | Chaos Emeralds             | Motoscura           |
| Ryo Hazuki                | Working Man                |                     |
| Billy Hatcher             | Uova gigante               | Gallo da corsa      |
| Aiai                      | Banana Blitz               | Tribanana           |
| Amigo                     | Samba de Party             | Veicolo al sole     |
| Big the Cat               | Froggy                     | Cavalletta          |
| Knuckles the Echidna      | Master Emerald             | Spaccaterra         |
| Ulala                     | Danza Elettrica            | Aliante cosmico     |
| Beat                      | Spray Stordente            | Super Berlina       |
| Zobio e Zobiko            | Pozione Radioattiva        | Bolide degli orrori |
| B.D. Joe                  | Crazy Boost                | Crazy Taxi          |
| Jacky Bryant e Akira Yuki | Virtua Fight               | Lampo Rosso         |
| Piloti ChuChu             | Gatto KapuKapu             | Razzo ChuChu        |
| Mobo e Robo               | Dirigibile Lancia-Dinamite | Mezzo da Evasione   |
| Alex Kidd                 | Pedicottero                | Scooter Sukopako    |
| Banjo e Kazooie           | Carriola                   | Pioggia Jiggy       |

## Percorsi
| Nome                 | Tratto da                       |
| -------------------- | ------------------------------- |
| Valle Ghiacciata     | Billy Hatcher and the Giant Egg |
| Via dei Bastioni     | Billy Hatcher and the Giant Egg |
| Nascondiglio di lava | Billy Hatcher and the Giant Egg |
| Quartiere Shibuya    | Jet Set Radio Future            |
| Collina Rokkaku      | Jet Set Radio Future            |
| Autostrada Sospesa   | Jet Set Radio Future            |
| Fiera del Sole       | Samba de Amigo                  |
| Viale dei tetti      | Samba de Amigo                  |
| Montagne Rocciose    | Samba de Amigo                  |
| Laguna della Balena  | Sonic the Hedgehog              |
| Via delle Roulette   | Sonic the Hedgehog              |
| Circuito a motore    | Sonic the Hedgehog              |
| Arsenale Oscuro      | Sonic the Hedgehog              |
| Autostrada del Gioco | Sonic the Hedgehog              |
| Palazzo Perduto      | Sonic the Hedgehog              |
| Rovine Oceaniche     | Sonic the Hedgehog              |
| Bingo                | Sonic the Hedgehog              |
| Corsa Esplosiva      | Sonic the Hedgehog              |
| Giungla              | Super Monkey Ball               |
| Valle dei Faraoni    | Super Monkey Ball               |
| Bersaglio Scimmia    | Super Monkey Ball               |
| Foresta Oscura       | Curien Mansion                  |
| Follia Sotterranea   | Curien Mansion                  |
| Percorso Letale      | Curien Mansion                  |

## Accoglienza
| Testata         | Versione | Giudizio |
| --------------- | -------- | -------- |
| Win Magazine    | iOS      | 29/30    |
| Play Generation | PS3      | 78/100   |

La rivista Win Magazine diede alla versione per iOS un punteggio di 29/30, definendo il gioco come "gara folle, guida sobria". Play Generation invece recensì quella per PlayStation 3 dandole un punteggio di 78/100, trovandolo un gioco di guida arcade semplice e divertente ma privo di originalità, con la presenza di alcuni difetti tecnici, finendo per consigliarlo ai soli fan di SEGA e solo in compagnia.